# 1920年の日本公開映画
- 映画 > 映画の一覧 > 年度別日本公開映画 > 1920年の日本公開映画
- 映画 > 1920年の映画 > 1920年の日本公開映画

1920年の日本公開映画（1920ねんのにほんこうかいえいが）では、1920年（大正9年）1月1日から同年12月31日までに日本で商業公開された映画の一覧を記載。作品名の右の丸括弧内は製作国を示す。
記載の凡例については年度別日本公開映画#凡例を参照

## 作品一覧

### 1月

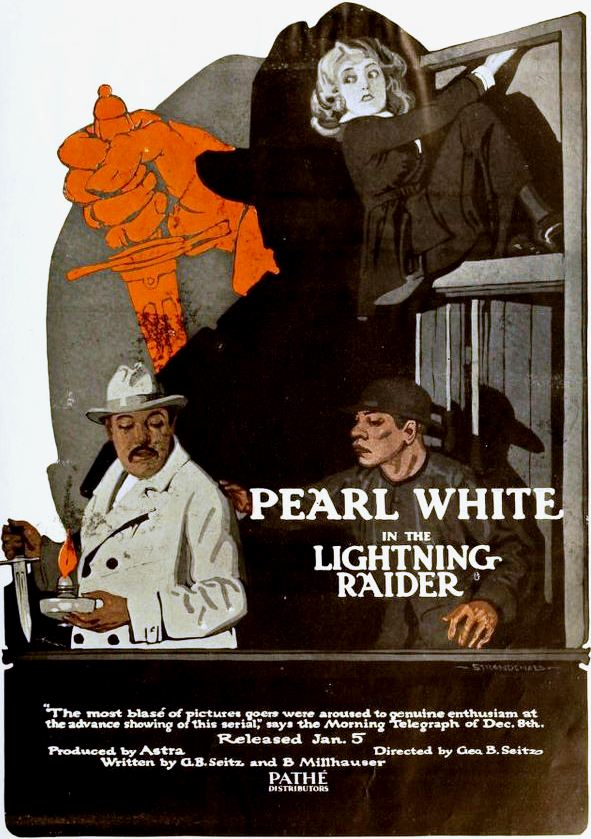
『電光石火の侵入者』（Moving Picture World誌1919年1月4日号24頁の広告）

- 1日
  - 自然の娘[1][2][注 1][注 2]（アメリカ）:帝国館[2]
- 3日
  - 切望[3][4]（アメリカ）:帝国館[4]
- 5日
  - 悪魔の足跡（英語版）（アメリカ）:キネマ倶楽部[5]
  - 良妻賢母（英語版）[3][5][注 3]（アメリカ）:キネマ倶楽部[5] - 上記『悪魔の足跡』の同時上映
- 10日
  - 黎明（英語版）（アメリカ）:帝国館[6]
- 11日

- - 電光石火の侵入者（英語版）[注 4]（アメリカ）:電気館[7] - 連続映画の初回
  - ダフヌと海賊（英語版）（アメリカ）:電気館[7] - 上記『電光石火の侵入者』の同時上映
- 16日
  - 幽霊騎手[1][8]（アメリカ）:キネマ倶楽部[8] - 連続映画の初回
  - 不滅の血族（英語版）（イタリア）:キネマ倶楽部[8]
  - 熱情（英語版）[1][8]（アメリカ）:帝国館[8]
  - 偽紫[1][8][注 5]（アメリカ）:帝国館[8] - 上記『熱情』の同時上映
- 20日
  - アラスカの地獄犬[3][9][注 6]（アメリカ）:電気館[9]
- 24日
  - 深夜の人（英語版）（アメリカ）:帝国館[10]
  - 粧へる女[3][10][注 7][注 8]（アメリカ）:帝国館[10] - 上記『深夜の人』の同時上映
  - 春の囁[3][11][注 9]（アメリカ）:キネマ倶楽部[11]
- 30日
  - 山家の娘（英語版）[1][12]（アメリカ）:電気館[12]
- 31日
  - 曲馬団のポリー[注 10]（アメリカ）:キネマ倶楽部[13]
  - 夜半の嵐[14][注 11][注 12]:帝国館[13]
  - 七つの鍵（英語版）[15]（アメリカ）:千代田館[16]

### 2月
- 7日
  - 落日の山道（英語版）（アメリカ）:帝国館[17]
  - 第一の聲（英語版）[14]（アメリカ）:キネマ倶楽部[17]
- 8日
  - 狭き道（英語版）[1][注 13]（アメリカ）:電気館[18]
- 14日
  - 三箇のトランク（英語版）（アメリカ）:キネマ倶楽部[19]
  - アルプス颪（アメリカ）:帝国館[19]
  - 誰が夫?[14][注 14]（アメリカ）:帝国館[19] - 上記『アルプス颪』の同時上映
- 15日
  - 沈黙の人（英語版）[注 15]（アメリカ）:千代田館[20]
- 18日
  - 砂漠の人影（英語版）[14][注 16]（アメリカ）:電気館[21]
- 21日
  - 恋の投縄（アメリカ）:帝国館[22]
  - 其夜の乙女[14][注 17][注 18]（アメリカ）:キネマ倶楽部[22]
- 28日
  - 運命の玩具[注 19]（アメリカ）:キネマ倶楽部[23]
  - 新ヂャンダーク（英語版）[注 20]（アメリカ）:キネマ倶楽部[23] - 上記『運命の玩具』の同時上映
  - ホーム[注 21][注 22]（アメリカ）:帝国館[23]
- 29日
  - 胸裡（英語版）[14]（アメリカ）:電気館[24]
  - 覚醒の女[注 23]（アメリカ）:電気館[24]

### 4月
- 8日
  - サニーサイド（アメリカ）:電気館[25]

### 7月
- 15日
  - 火星旅行[注 24]（デンマーク）:帝国館[26]